# ヤコブに長子の権利を売るエサウ
『ヤコブに長子の権利を売るエサウ』（ヤコブにちょうしのけんりをうるエサウ、英: Esau Selling his Birthright to Jacob）、または『エサウとヤコブ』（露: Исав и Иаков、英: Esau and Jacob）は、オランダ黄金時代の画家マティアス・ストームが1640年代にキャンバス上に油彩で制作した絵画である。主題は、『旧約聖書』の「創世記」 から採られている。かつて、ヘラルト・ファン・ホントホルストの作品とされていたが、1943年にイタリアの美術史家ロベルト・ロンギがストームに帰属した。作品は1910年にP・P・セミョーノフ＝ティアン＝シャンスキー (P.P. Semenov-Tyan-Shansky) のコレクションから取得されて以来、サンクトペテルブルクのエルミタージュ美術館に所蔵されている。

## 主題
「創世記」 (25章19-35) によれば、イサクには2人の双子の息子がいた。長男のエサウは野性的な狩人となって彼に愛され、次男のヤコブは穏やかな青年に育ち、母のリベカに愛された。ある日、狩りから帰ったエサウは空腹に耐え切れず、ヤコブの作ったレンズ豆のスープを食べさせてくれるよう懇願する。ヤコブは条件として財産、家督を相続する長子権を譲るようエサウに迫り、エサウは一時の食欲に負け、これを受け入れてしまう。それから数年後、年老いて目がかすんだイサクは迫った死を悟り、エサウに祝福を与えようとした。するとリベカがヤコブをそそのかして、エサウのふりをさせ、イサクを騙して祝福を受けさせた。

## 作品

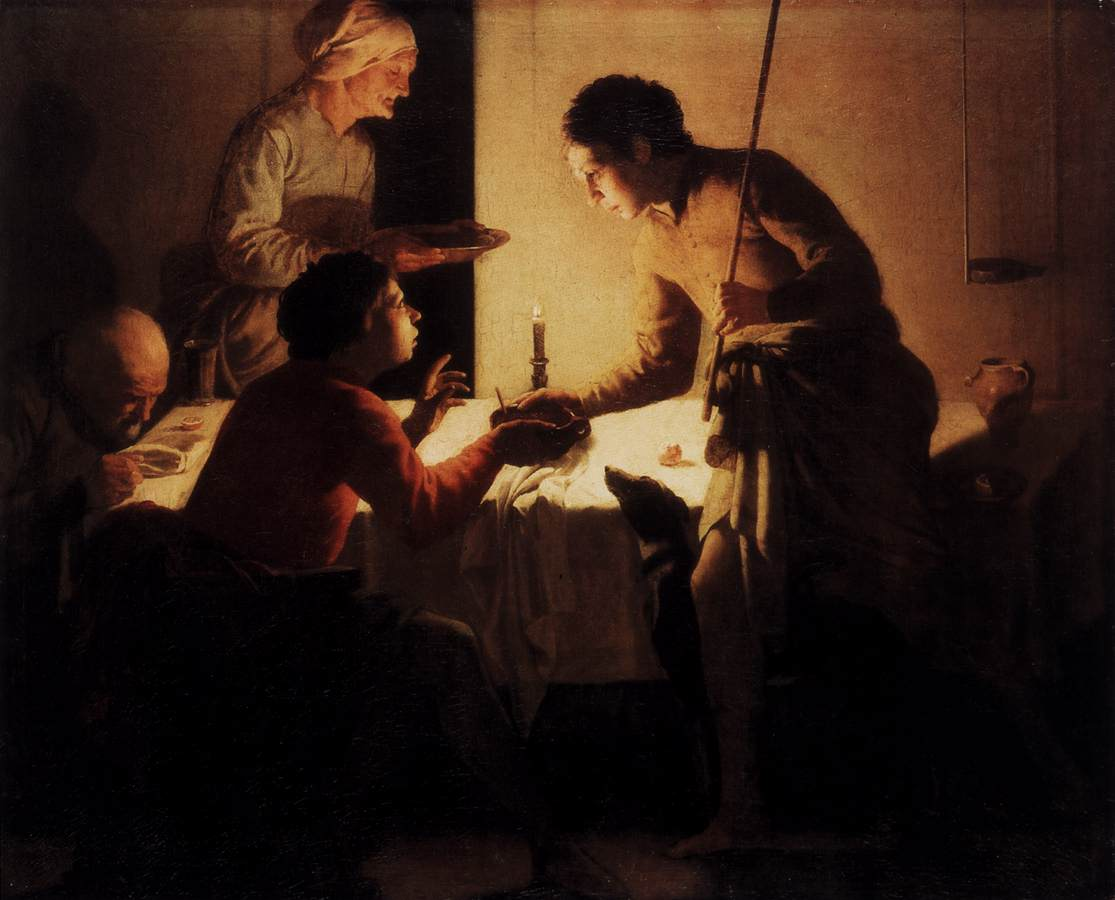
ヘンドリック・テル・ブルッヘン『ヤコブに長子の権利を売るエサウ』 (1625年ごろ)、ベルリン絵画館

本作に描かれているのは、狩りから戻ったエサウが一皿のスープのために長子相続権をヤコブに渡してしまう場面である。ストームは3人の人物を登場させている。左側の豪奢な服を着たヤコブ、スープの皿に手を触れている兄のエサウ、そして2人の間にいる母親のリベカである。「創世記」にはこの場面にリベカが立ち会ったとは記されていないが、どのようにエサウをそそのかせばよいか、リベカがヤコブに教えたと記されている。彼女は満足そうな視線を鑑賞者に投げかけているところから、兄弟の間の交渉が成立したとも受け取れる。
テーブルの真ん中にあるロウソクの光が暗闇の中から登場人物を浮かび上がらせ、その存在感を高めている。また、兄弟の間で交わされる視線により、場面の緊張感が示されている。ヤコブの右手の動きは、リベカの仕草とそっくりである。テーブルの上にある品々には重要な意味があり、ナプキンの上のパンとナイフは伝統的に陰謀の象徴であった。
本作には第2作がベルリンに存在していたが、第二次世界大戦で焼失した。なお、ユトレヒトのカラヴァッジョ派のヘンドリック・テル・ブルッヘンの同主題作 (ベルリン絵画館) と本作は細部がかなり類似している。ストームがテル・ブルッヘンの作品を知っていた可能性は高い。